# 猶太教割禮
割禮（brit milah）是猶太教的宗教儀式之一。男性嬰兒會在出生之後第八天進行割禮，並在之後舉辦慶祝宴。根據希伯來聖經記載，上帝要求亞伯拉罕接受割禮，並且這是他的後代也應該進行了行為。根據路加福音記載，初期基督教中保留了割禮。現在東正教、天主教、路德宗、部分聖公會仍然保留了割禮。

## 外部連結
- Chabad.org's Brit Milah: The Covenant of Circumcision （页面存档备份，存于）
- Jewish Encyclopedia's entry for Circumcision （页面存档备份，存于）
- Jewish Virtual Library's Circumcision - Brit Milah （页面存档备份，存于）
- The Laws of Brit Milah by Rabbi Eliezer Melamed[永久]